# Seba saundersi
Seba saundersi är en kräftdjursart som beskrevs av Stebbing 1875. Seba saundersi ingår i släktet Seba och familjen Sebidae. Inga underarter finns listade i Catalogue of Life.